# Pizzo Stella
Pizzo Stella to szczyt w paśmie Oberhalbsteiner Alpen, w Alpach Retyckich. Leży w północnych Włoszech w prowincji Sondrio. Jest symbolem Valle Spluga, doliny która leży u jego podnóży. Z powodu pięknej panoramy ze szczytu, pięknego wyglądu samej góry oraz łatwego wejścia na nią jest ona celem wspinaczki dla każdego, także dla początkujących. Wejście zajmuje z reguły ok. 3 h; po drodze trzeba przejść przez lodowiec Vedretta del Mortee.